# 傑爾曼敦鎮區 (伊利諾伊州克林頓縣)
傑爾曼敦鎮區（英語：Germantown Township）是位於美國伊利諾伊州克林頓縣的一個行政鎮區。

## 地方資料
根據2010年美國人口普查的數據，傑爾曼敦鎮區的面積為100.10平方千米，當中陸地面積為99.20平方千米，而水域面積為0.90平方千米。當地共有人口2087人，而人口密度為每平方千米20.85人。